# 东来东往
东来东往（1983年12月3日—），原名戴凌鹏，中国大陆男歌手，浙江丽水人，代表曲目《别说我的眼泪你无所谓》。

## 经历
2004年3月，签约广东大圣文化传播有限公司先之唱片。6月参加“2004年新浪-UC杯首届中国网络通俗歌手大赛”获得第二名。2005年1月，发行第一张个人专辑《回到我身边》，之后受邀演唱电视剧《离婚进行时》片头及插曲。2月，参与拍摄《别说我的眼泪你无所谓》MV。6月，邀请“超级女声”总冠军安又琪拍摄主打歌《回到我身边》MV。11月，拍摄《忘了怎么哭》、《倾国倾城》歌曲MV。
2006年1月，担任香港旗舰娱乐女新人王恩琪《太傻》、《风筝》MV男主角。2月，发行个人单曲《你会恨我吗》。4月，签约北京美力星空文化传播有限公司美力音乐。8月，发布个人EP《接招》。9月，发布个人单曲《我要为你戒烟》。2007年3月，发布个人单曲《连哭都是我的错》。7月，邀请“超级女声”选手艾梦萌拍摄主打歌《连哭都是我的错》MV。9月，发行第二张个人专辑《连哭都是我的错》。2008年3月，推出全新单曲《唱情歌的人》。4月，拍摄《唱情歌的人》歌曲MV。9月，推出个人单曲《被爱伤害以后》。

## 专辑列表
- 2005年1月 《回到我身边》 先之唱片
- 2007年9月 《连哭都是我的错》 美力音乐
- 2008年10月 EP《被爱伤害以后》 美力音乐
- 《路过爱》(2009.08.12)
- 2010年9月 EP《原來心疼是種懲罰》
- 2014年10月 EP《我也是醉了》

## 争议
2019年1月下旬，东来东往容留他人吸毒并导致一人死亡。案件于9月11日开庭审理，东来东往被判处有期徒刑一年七个月。